# Ingestre
Ingestre är en ort och civil parish i Storbritannien.   Den ligger i grevskapet Staffordshire och riksdelen England, i den södra delen av landet, 190 km nordväst om huvudstaden London. Ingestre ligger 79 meter över havet och antalet invånare är 111.
Terrängen runt Ingestre är huvudsakligen platt. Ingestre ligger nere i en dal. Runt Ingestre är det tätbefolkat, med 982 invånare per kvadratkilometer. Närmaste större samhälle är Cannock, 14,2 km söder om Ingestre. I omgivningarna runt Ingestre växer i huvudsak blandskog.